# Нікола Можайський (дерев'яна скульптура)
«Нікола Можайський» — пермська дерев'яна скульптура святителя Миколая Чудотворця, в іконографії «Можайський». Знаходиться в зібраннях Пермської державної художньої галереї.

## Історія
Скульптура тривалий час датувалася XVIII століттям. За переказами, записаними М. М. Серебрянніковим, скульптура походить з Пискорського монастиря (нині Спасо-Преображенський кафедральний собор у м. Перм). Коли монастир в 1781 році переїхав до Пермі, скульптура потрапила в село Зеленята. За місцевою легендою, скульптура оживала і ходила ночами околицями, зношуючи взуття, яке приносили їй віруючі. До революції 1917 року в село на святкування пам'яті святого Миколая збиралося до 10 тис. осіб — росіян, комі-перм'яків, удмуртів.
У 1926 році скульптура Ніколи Можайського з сільської каплиці поступила в Пермський музей. У 1969 році була відреставрована фахівцями Всеросійського художнього науково-реставраційного центру ім. І. Е. Грабаря (ВХНРЦ). У 1980 році була зроблена радіографія скульптури.
У 1998 році московський мистецтвознавець В. Н. Шаханова і в 2003 році петербурзький мистецтвознавець М. В. Мальцев уточнили датування скульптури початком XIX століття на основі стилістичних і технологічних особливостей пам'ятника.
Скульптура постійно експонується у Пермській державній художній галереї. Брала участь у виставках в Державному музеї образотворчих мистецтв імені О. С. Пушкіна (1999—2000), Третьяковської галереї (2001).

## Іконографія та техніка виконання

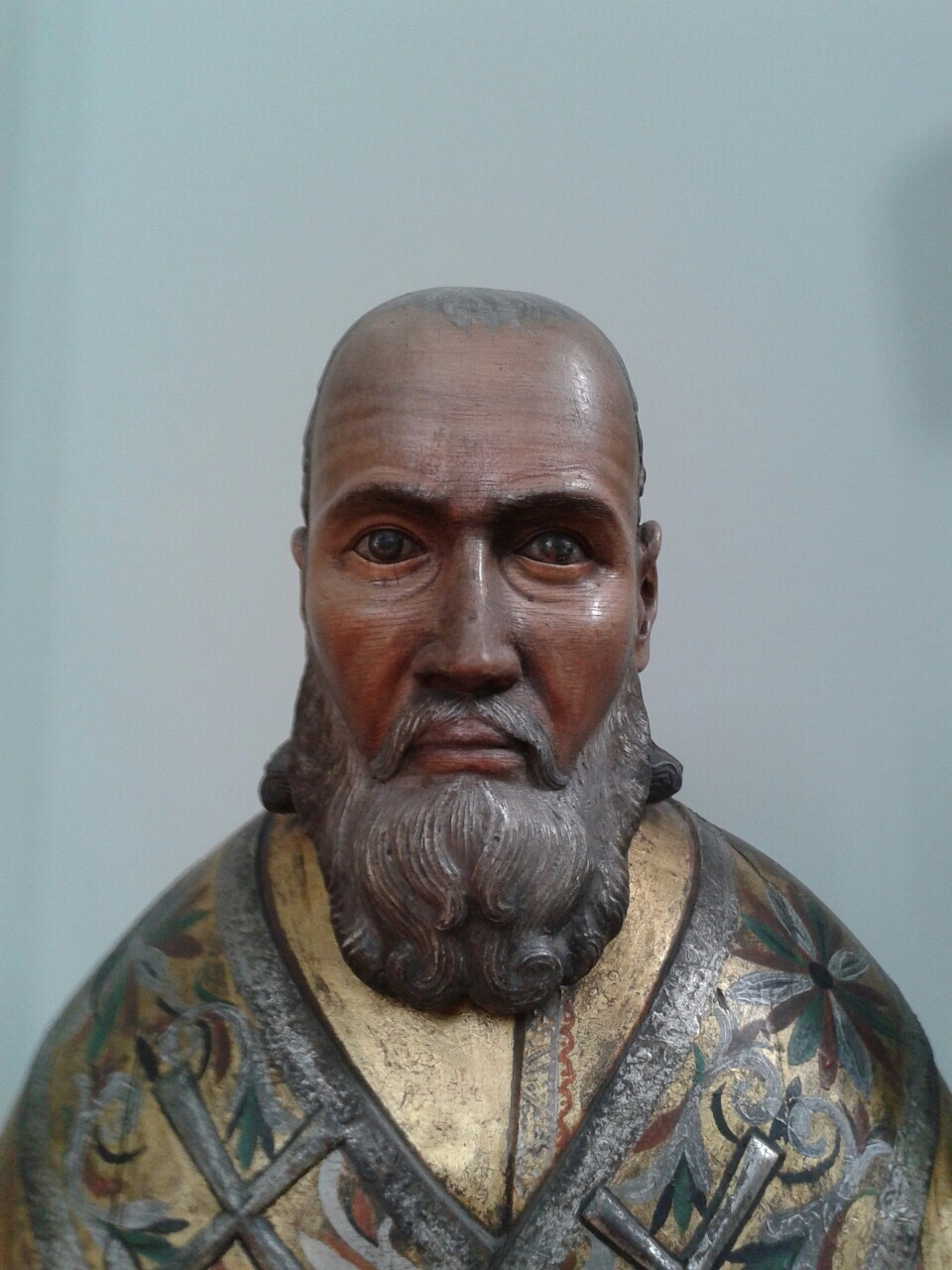
Лик святителя

Святитель Миколай зображений фронтально в повний зріст з піднятими руками, в яких знаходяться меч і «град» (древнє місто), виконаний у стилі бароко, схожий з Успенським собором Києво-Печерської лаври. Скульптура зберігає давньоруську іконографію.
Зовнішній вигляд скульптури ретельно продуманий, зокрема, елементи традиційного церковного облачення (фелон, стихар, епітрахиль, палиця, омофор) виконано в рельєфі пошарово.
Для створення скульптури використано природний матеріал — березу. Всередині вона порожниста, що унеможливлює руйнування дерев'яної скульптури внаслідок можливих змін температури і вологості повітря.
На даний час стан збереження скульптури задовільний, наявні дрібні пошкодження дерева і втрата позолоти.